# 辻佳紀
辻 佳紀（つじ よしのり、1940年12月20日 - 1989年4月25日）は、福井県敦賀市出身のプロ野球選手（捕手）・コーチ、解説者。

## 経歴

### プロ入りまで
実家は敦賀駅前の鮮魚店「魚辻」。気比中学校時代は投手であったが、卒業後の1956年に進学した敦賀高校で捕手に転向。2年次の1957年からレギュラーとなり、同期の泉邦雄投手（駒大）とバッテリーを組む。同年には春の選抜に出場するが、1回戦で寝屋川高に敗退。同年夏は北陸大会準決勝で三国高に敗れ、春夏連続出場はできなかった。3年次の1958年には夏の甲子園で3回戦に進出するが、平安高に敗退。
高校卒業後は1959年に明治大学へ進学し、東京六大学野球リーグでは同期の後藤晃吾・八木孝両投手とバッテリーを組み、3年次の1961年春季リーグで優勝を飾る。同年の大学日本選手権に出場するが、準決勝でエース宮田征典を擁する日大に敗退。当時の東京六大学には辻の他に早大の鈴木悳夫、慶大の大橋勲、立大の岡本凱孝、法大の広瀬幸司と捕手の逸材が揃っており、その対決は神宮を沸かせた。4年次の1962年には主将を務めるが、野球部は島岡吉郎監督が総監督になり、新監督に栗崎武久が就任。だが、実質的な権限は島岡が握ったままであった。辻達は「4年生の総意」として、栗崎に指揮権を譲るように島岡を説得したが、その結果辻は主将の座を引くことになり、しかも主将を辞める理由が「怪我で実戦に出れないから」とマスコミに発表されたため、辻は入院しているということになり、大学最後の秋季リーグ戦は1打席しか立てなかった。島岡には顔が変形するほど殴られたこともあったが、試合に勝利したり、良いプレーをしたりする時の喜び様は大変なものであったため、辻は純真な島岡を喜ばせたくて頑張ったこともあった。他の大学同期に一枝修平、別部捷夫、松本雄作（4年中退、国鉄）がいる。

### 現役時代
大学卒業後は就職が決まっていたが、1963年に阪神タイガースへ入団。当時の阪神の捕手陣は福塚勝哉、戸梶正夫、山本哲也が三本柱となっていたが、土井垣武二軍バッテリーコーチの指導を受け、シーズン後半には27試合に先発マスクを被る。夏にはアメリカ独立リーグ「ハワイ・アイランダース」からジーン・バッキーがテスト入団し、この頃のバッキーはマウンドでオドオドし、少し打たれただけで「僕はクビになるかも・・」と弱気になっていた。そんなバッキーを辻はいつも励まし、最もキャッチングが難しいとされるナックルを他の捕手が後逸するなか辻だけは平然と受け続けた。これは辻がキャッチングが巧かった訳ではなく、捕球法に秘密があり、本来ミットをつけていない右手は握り締めているものだが、辻は広げてキャッチングをしていた。この受け方には肩が弱かった辻が「はじめから手を広げておけば少しでも早く投げられる。」というメリットもあったが、右手は突き指だらけになった。1965年6月28日の巨人戦（甲子園）ではバッキーのノーヒットノーランをアシストしているが、この試合のバッキーのナックルボールは冴えに冴えて、辻は何度も突き指をしている。
2年目の1964年は開幕から先発として起用され、2年ぶりのリーグ優勝に貢献。同年の南海との日本シリーズでは全7試合中5試合に先発マスクを被り、10月6日の第5戦（大阪）では皆川睦雄から本塁打を放つ。その後もオールスター3年連続選出（1965年 - 1967年）や3年連続二桁本塁打（1966年 - 1968年）などを記録し、阪神の正捕手として活躍。藤本定義監督は直情径行型の村山実に「村山は気が弱いところがある。だからマウンドでムキになる。その時ムラに引きずられないでピシピシとリードできる方がいい」と辻をつけ、村山は1965年7月29日・8月31日の巨人戦（甲子園）で2試合連続完封勝利をするが、驚くべきことにこの2試合で村山が投じた230球は殆どがフォークボールであったといわれる。1966年には日米野球に出場し、10月30日の全日本-ドジャース7回戦（甲子園）では7-7の同点で9回ドジャースの攻撃はすでに二死になっていたが、ここでジョン・ローズボロが代打に出てきた。ローズボロは3球目にデッドボールを受けて一塁走者になったが、この時に辻はダグアウトの前列で試合を眺めていた。ローズボロが盗塁を試み、足の遅いローズボロは素晴らしいスタートを切るも二塁はアウトのタイミングであったが、ローズボロは二塁ベースに入った土井正三を吹き飛ばして落球を誘ってセーフになった。辻は同じ捕手のローズボロが見せた気迫に痺れ、続く打者ネイト・オリバーの2点本塁打でホームインするローズボロの笑顔の中に鼻髭が生えている事に気付き、安芸秋季キャンプからローズボロと同じ様に口髭を伸ばし始め、当時の戸沢一隆球団代表に「代表、お願いがある、実は今日から鼻髭を生やしたい」と切り出したが、戸沢は絶句。当時の球界で髭はタブーで誰一人髭を生やした選手などはおらず、そんなことは百も承知の辻は説得し続け、この気持ちに戸沢は折れた。その後はトレードマークとなり、髭を生やしたプロ野球選手第1号となったとされている。同時期に在籍した辻恭彦と区別する意味もあって、「ヒゲ辻」のニックネームが付く。
その辻恭彦が語ったところによると、前述の通り辻の肩はあまり強くなかったものの、スローイングは非常に正確で、投げた球はまっすぐベースの上まで行き、走者がアウトになる確率も高かった。当時、二塁への送球がシュート回転することがあった辻恭彦は、辻のスローイングを徹底的に観察。ボールが離れる最後に人差し指と中指の二本をかけて投げていた自分と違い、辻のスローイングは中指一本で押すように投げていたことに気付く。それを真似出来るようになってからは「何も考えんでも正確に投げられるようになった」という。
1967年8月14日、翌15日に巨人戦（後楽園）を控えた阪神の選手達は新幹線で上京したが、辻はチームと別行動をとって車で東京に向かった。調布にある妻の実家に泊まるつもりであったが、トランクを開けると、バットからマスクにいたるまで何一つ野球用具が入っておらず、辻は愕然とする。翌朝の朝一番の飛行機で大阪に戻り、辻は用具を持って東京行きの飛行機に飛び乗ったが、飛行機が計器の故障で引き返すトラブルも重なって後楽園についたときにはすでに打撃練習は始まっていた。辻は鼻歌まじりの顔で打席に入って、最終的には誰にも気づかれなかったが、試合後に奥井成一に話したら驚かれた。
1968年9月18日には巨人戦ダブルヘッダー（甲子園）第1試合は村山と堀内恒夫のエース対決で9回表が終わって0-0の同点、9回裏一死二塁で辻が打席に入った。辻は初球の真ん中高めのストレートを振り抜き、バックスクリーンへサヨナラ本塁打を放った。この辻のサヨナラ弾で首位巨人と2位阪神はゲーム差無しでついに並んだが、第2戦では阪神先発のバッキーが初回に王貞治に死球を与えた。4回表に王が打席に入ると、バッキーは今度は王の顔面スレスレにストレートを投げ、続く2球目に辻は外角低めにシンカーのサインを出したがバッキーの投じたボールは王の一本足を狙ったストレートであった。結果は暴投になり、辻はバックネットにボールを追いかけた。振り向くと三塁ベンチから荒川博一軍打撃コーチがマウンドに突進し、バッキーを得意の合気道で投げ飛ばしていた。辻は暴れるバッキーを抑えようと必死に背中に抱きついたが、バッキーは右手親指を複雑骨折し事実上選手生命を失った。
1969年に田淵幸一の入団で控えに回されると、村山実が選手兼任監督に就任した1970年には「吉田義男派」であった本人の希望で近鉄バファローズへ移籍。近鉄の2年越しのラブコールに答えた形となり、岩木康郎を抑えて正捕手となる。同年は打率.195ながら自己最多の19本塁打・49打点を挙げ、4度目のオールスター選出も果たす。1971年も正捕手として起用されたが、怪我や故障で不本意なシーズンとなる。その後は岩木や梨田昌崇とレギュラーを争ったが、1973年には有田修三の入団で出場機会が減少。若手育成という球団の方針で二軍落ちしたが、母校・明大の先輩である近藤和彦、同期の一枝と共にトリオでプレーし、マイペースで来季に備えた。同年オフにはトレード要員で自由契約となり、1974年に大洋ホエールズへ移籍。伊藤勲、福嶋久晃と併用されたが、56試合の出場に留まる。1975年には辻恭彦との交換トレードにより、吉田の招聘で阪神に一軍バッテリーコーチ兼任として復帰。三塁ベースコーチも兼任したが、同年限りで現役を引退。

### 引退後
引退後の1976年から阪神のヘッドコーチに就任したが、守備（捕手）で足を引っ張っていた田淵の扱いを巡って吉田と対立し、同年辞任。
阪神コーチ辞任後は個性的なキャラクターから解説者だけでなくタレントとしても活躍し、初期の頃はTBSのバラエティ番組「たまりまセブン大放送!」、「UFOセブン大冒険」の「パンツマン」というキャラクターを務めたこともあった。尾崎行雄や荒川尭と共にフジテレビ「欽ドン!野球」に出演し、軟式野球で中学生と対決した。いわゆる、元プロ野球選手のバラエティータレントのはしりでもあった。その後はよみうりテレビ・ラジオ大阪・KBS京都の解説者として活躍したが、病気のため降板。後の「ズームイン!!朝」YTVコメンテーターは、同郷で隣町生まれで、辻と交互にコメンテーターを担当していた川藤幸三であり、辻の死は番組でも報告された。
1989年4月25日、がんにより死去。48歳没。
2017年、親族により現役時代のユニフォームが甲子園歴史館に寄贈された。

## 詳細情報

### 年度別打撃成績
| 年 度      | 球 団      | 試 合 | 打 席 | 打 数 | 得 点 | 安 打 | 二 塁 打 | 三 塁 打 | 本 塁 打 | 塁 打 | 打 点 | 盗 塁 | 盗 塁 死 | 犠 打 | 犠 飛 | 四 球 | 敬 遠 | 死 球 | 三 振 | 併 殺 打 | 打 率 | 出 塁 率 | 長 打 率 | O P S |
| ---------- | ---------- | ----- | ----- | ----- | ----- | ----- | -------- | -------- | -------- | ----- | ----- | ----- | -------- | ----- | ----- | ----- | ----- | ----- | ----- | -------- | ----- | -------- | -------- | ----- |
| 1963       | 阪神       | 38    | 76    | 71    | 7     | 13    | 1        | 0        | 2        | 20    | 4     | 1     | 0        | 3     | 0     | 2     | 0     | 0     | 13    | 0        | .183  | .205     | .282     | .487  |
| 1964       | 阪神       | 93    | 195   | 182   | 14    | 33    | 7        | 1        | 4        | 54    | 12    | 2     | 0        | 5     | 0     | 5     | 0     | 3     | 23    | 4        | .181  | .216     | .297     | .512  |
| 1965       | 阪神       | 114   | 337   | 314   | 23    | 69    | 13       | 2        | 8        | 110   | 22    | 2     | 2        | 7     | 1     | 11    | 1     | 4     | 55    | 7        | .220  | .255     | .350     | .605  |
| 1966       | 阪神       | 107   | 318   | 297   | 24    | 65    | 10       | 0        | 12       | 111   | 25    | 4     | 3        | 3     | 1     | 14    | 4     | 3     | 56    | 5        | .219  | .260     | .374     | .634  |
| 1967       | 阪神       | 95    | 279   | 256   | 19    | 63    | 7        | 2        | 11       | 107   | 30    | 2     | 2        | 1     | 3     | 16    | 2     | 3     | 62    | 6        | .246  | .295     | .418     | .713  |
| 1968       | 阪神       | 78    | 236   | 208   | 21    | 41    | 9        | 1        | 10       | 82    | 29    | 1     | 3        | 2     | 0     | 24    | 5     | 2     | 43    | 3        | .197  | .286     | .394     | .681  |
| 1969       | 阪神       | 37    | 44    | 41    | 1     | 5     | 0        | 0        | 1        | 8     | 1     | 0     | 0        | 0     | 0     | 1     | 0     | 2     | 14    | 2        | .122  | .182     | .195     | .377  |
| 1970       | 近鉄       | 107   | 291   | 267   | 26    | 52    | 7        | 0        | 19       | 116   | 49    | 3     | 1        | 7     | 1     | 14    | 1     | 2     | 70    | 5        | .195  | .239     | .434     | .674  |
| 1971       | 近鉄       | 108   | 314   | 289   | 20    | 59    | 8        | 0        | 8        | 91    | 20    | 3     | 2        | 2     | 1     | 21    | 4     | 1     | 63    | 13       | .204  | .260     | .315     | .574  |
| 1972       | 近鉄       | 50    | 136   | 121   | 8     | 22    | 1        | 0        | 5        | 38    | 18    | 1     | 1        | 1     | 1     | 11    | 6     | 2     | 24    | 0        | .182  | .259     | .314     | .573  |
| 1973       | 近鉄       | 73    | 162   | 147   | 9     | 23    | 1        | 0        | 1        | 27    | 8     | 1     | 1        | 4     | 1     | 7     | 4     | 3     | 31    | 3        | .156  | .209     | .184     | .393  |
| 1974       | 大洋       | 56    | 147   | 141   | 11    | 40    | 4        | 0        | 6        | 62    | 13    | 0     | 1        | 1     | 0     | 4     | 1     | 1     | 26    | 6        | .284  | .308     | .440     | .748  |
| 1975       | 阪神       | 4     | 7     | 6     | 0     | 1     | 0        | 0        | 0        | 1     | 0     | 0     | 0        | 0     | 0     | 0     | 0     | 1     | 3     | 0        | .167  | .286     | .167     | .452  |
| 通算：13年 | 通算：13年 | 960   | 2542  | 2340  | 183   | 486   | 68       | 6        | 87       | 827   | 231   | 20    | 16       | 36    | 9     | 130   | 28    | 27    | 483   | 54       | .208  | .257     | .353     | .610  |

### 記録
- オールスターゲーム出場：4回 （1965年 - 1967年、1970年）

### 背番号
- 29 （1963年 - 1969年、1974年）
- 8 （1970年 - 1973年）
- 30 （1975年 - 1976年）

## 関連情報

### 出演番組
- たまりまセブン大放送!
- UFOセブン大冒険
- がんばれ!ピンチヒッターショー
- 看護婦日記 パートI

以下、野球解説者としての出演。
- Dramatic Game 1844 - 生前出演していた読売テレビ及び、そのキー局日本テレビ系列のプロ野球中継の現行統一タイトル。
- スポーツワイドショー ザ・プロ野球
- 週刊トラトラタイガース
- ズームイン!!朝!
- 近鉄バファローズナイター
- OBCビッグナイター
- KBS京都エキサイトナイター - 生前出演していたKBS京都テレビのプロ野球中継の現行タイトル。
- KBS京都エキサイティングナイター - 生前出演していたKBS京都ラジオのプロ野球中継の現行タイトル。

### 歌
- 宇宙よりのパンツマン（作詞：沢口義明、作・編曲：宮川泰） キングレコード

### 著書
- 『ヒゲ辻の阪神ファンを5日でやめる法』（ごま書房,1984年）ISBN 4-341-03041-8

### テレビコマーシャル
- SONY「ベータマックスX2」（1977年）
- 海洋牧場 かいわれ大根（1982年）